# Combe Down
Combe Down – wieś w Anglii, w hrabstwie ceremonialnym Somerset, w dystrykcie (unitary authority) Bath and North East Somerset. Leży 20 km na południowy wschód od miasta Bristol i 155 km na zachód od Londynu.